# Imigração finlandesa no Brasil

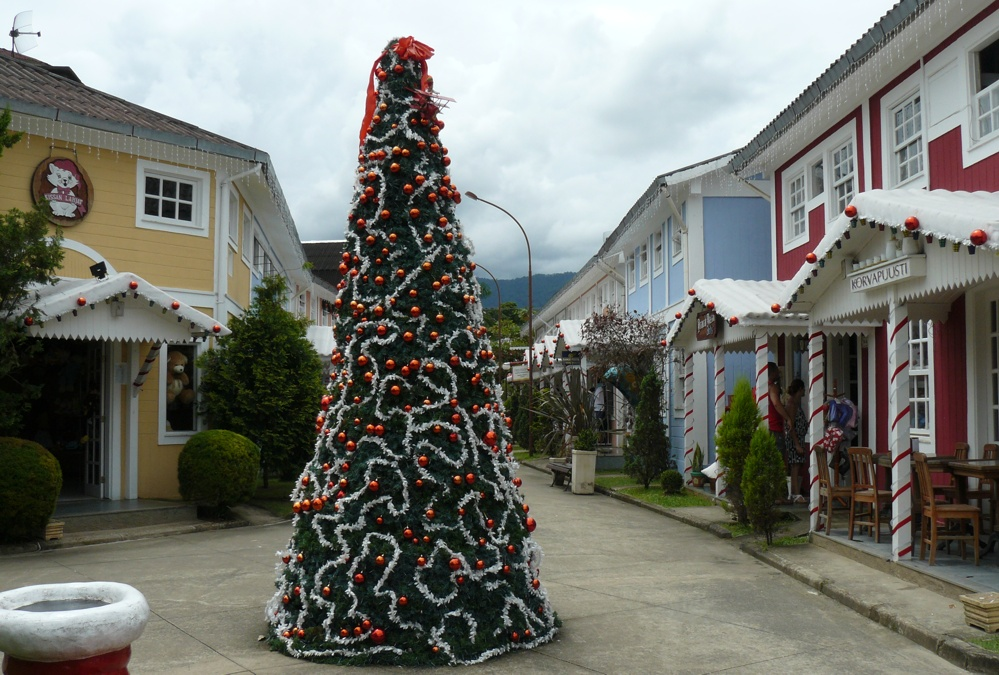
Vista do centro comercial de Penedo

A imigração finlandesa no Brasil foi o movimento migratório ocorrido na primeira metade do século XX de finlandeses para a região do Vale do Paraíba, no estado do Rio de Janeiro, no Brasil, onde criaram um povoado chamado Penedo ao pés do Parque Nacional de Itatiaia, na cidade de Itatiaia.
O líder da colônia era o naturalista Toivo Uuskallio, que reuniu cerca de 300 compatriotas para emigrar para o Brasil em busca de terras férteis e clima tropical, onde pudessem ter contato com a natureza e viver da terra, plantando o ano todo; o que não era possível na Finlândia. Toivo era vegano e propagava tal hábito entre os moradores.

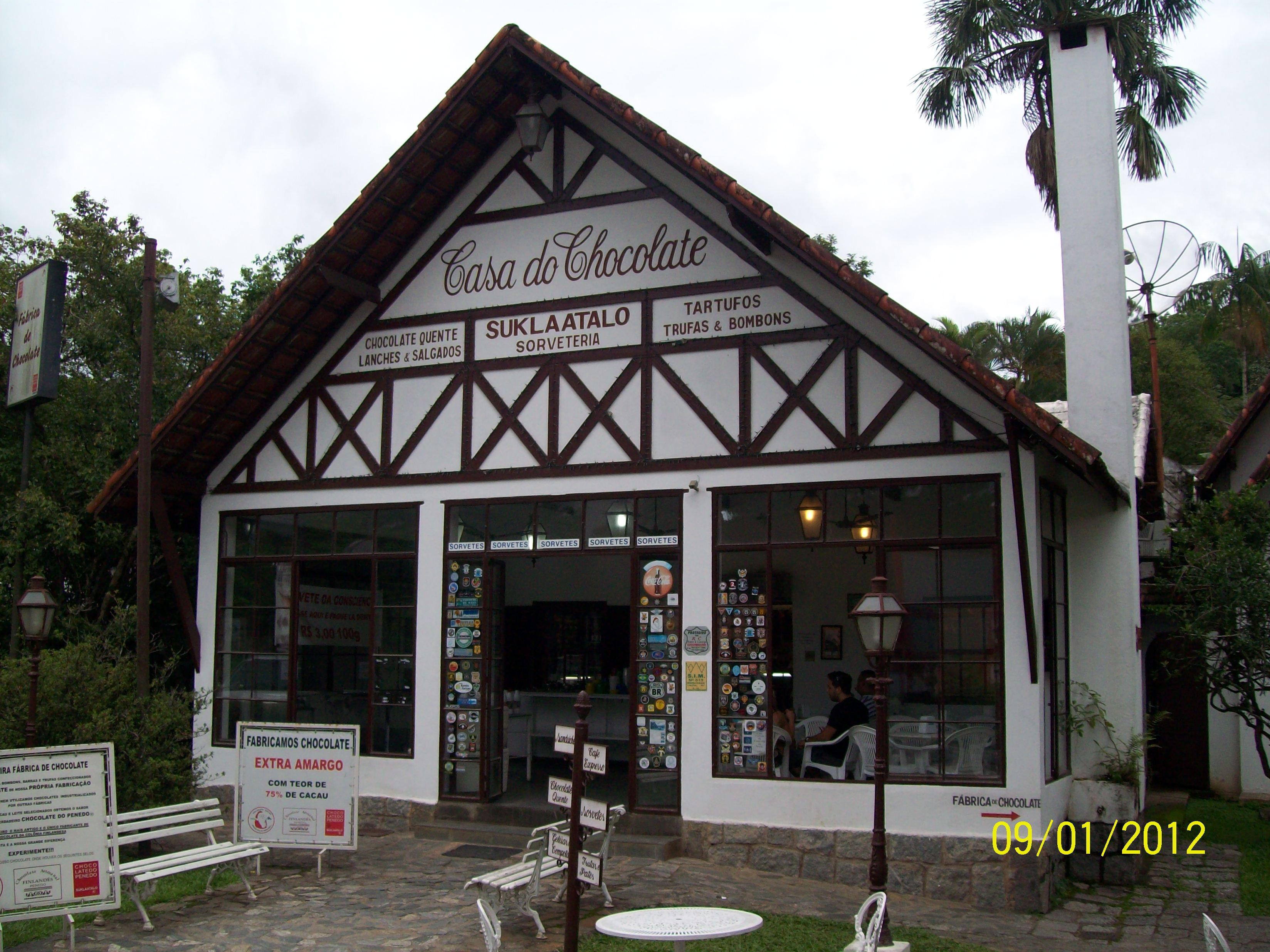
Fábrica de Chocolate, em Penedo